# Alain Dorémieux
Alain Dorémieux (* 15. August 1933 in Paris; † 26. Juli 1998 ebenda) war ein französischer Herausgeber, Übersetzer und Autor von Science-Fiction-Literatur.

## Leben
Er besuchte eine katholische Schule und legte das Abitur ab, brach sein Studium an der Sorbonne aber nach zwei Semestern ab. 1953 hatte der Verlag Editions Opta beschlossen, eine französischsprachige Variante des erfolgreichen US-amerikanischen SF-Magazins Magazine of Fantasy and Science Fiction herauszubringen. Dorémieux arbeitete bereits an der ersten Ausgabe der neuen Zeitschrift Fiction als Redakteur und Übersetzer mit. In der sechsten Ausgabe erschien dort auch sein erster SF-Text Le Chemin sur la route. Er wurde erst Redaktionssekretär und 1958 Chefredakteur der Zeitschrift. 1961 bis 1967 war er zudem Redakteur des Alfred Hitchcock magazine. Er entdeckte einige später bekannte Autoren der französischen SF, wie Jean-Pierre Andrevon, Philippe Curval und Christine Renard. Als langjähriger Herausgeber des in Frankreich führenden Science-Fiction-Magazins hatte er erheblichen Einfluss auf die Entwicklung des Genres in Frankreich.
Alain Dorémieux übertrug als Übersetzer Werke unter anderem von A. E. van Vogt, Ray Bradbury, Theodore Sturgeon und Philip K. Dick ins Französische. Sein literarisches Werk besteht aus etwa fünfzig Kurzgeschichten, Novellen und Erzählungen sowie einem einzigen, kurz vor seinem Tod veröffentlichten Roman (Black Velvet).
Er benutzte eine Vielzahl von Pseudonymen:
- Atlante Gilbert
- Luke Vigan (bei seiner Zusammenarbeit mit Gerard Klein und Andre Ruellan)
- Monique Dorian (bei zusammen mit seiner Frau Monique geschriebenen Texten)
- die Anagramme Meauroix Daniel und Alex Dieumorain (bei seinen Übersetzungen)
- Serge-André Bertrand (bei Kritiken und Essays)

Seit 2000 wird ein nach ihm benannter Preis für die beste Debüt-Veröffentlichung eines neuen SF-Autors vergeben.

## Deutschsprachige Veröffentlichungen
- Spaziergänge am Rande des Abgrunds. Science-Fiction-Erzählungen, übersetzt von Helga Abret, Josaine Geisler, Georges Hausemer und Bernhard Thieme (Promenades au bord du gouffre), Wilhelm Heyne Verlag, München 1982 (SF-Band 3858)
- Symbiose Phase eins. Science-fiction-Erzählungen, mit einem Vorwort von Georges Hausemer und einem Nachwort von Michael Nagula, übersetzt von Georges Hausemer (Couloirs sans issue), Wilhelm Heyne Verlag, München 1986 (SF-Band 4330)

## Werke

### Autor
- La Vana, 1959
- Mondes interdits, 1967
- Promenades au bord du gouffre, 1978
- Le livre d'or de la science-fiction, 1980
- Couloirs sans issue, 1981
- Black Velvet, 1991
- Tableaux du délire, 1999

### Herausgeber
- Espaces inhabitables..., 1973